# Cloniprazepam
Il cloniprazepam è uno psicofarmaco appartenente alla categoria delle benzodiazepine ed è un profarmaco principalmente per clonazepam (un medicinale brevettato) e altri metaboliti, inclusi 7-aminoclonazepam, che possono essere interpretati erroneamente come assunzione di clonazepam al risultato di un test antidroga.